# Réserve spéciale des éléphants de Douentza
La réserve spéciale des éléphants de Douentza est une réserve naturelle située dans le Gourma, dans le cercle de Douentza, région de Mopti au Mali.
Elle a été créée par la loi du  30 décembre 1959 afin de protéger les éléphants.

## Géographie
Le Gourma est une région naturelle caractérisée par un climat aride à semi-aride. Il est limité au nord et à l’est par le fleuve Niger, à l’ouest par la falaise de Bandiagara et au sud par le Burkina Faso.

## Flore et faune
864 espèces végétales ont été dénombrées dans la réserve. Les épineux (Acacia tortilis, Acacia seyal, Acacia raddiana, Acacia Sénégal) sont dominants dans certains endroits.
En dehors des éléphants dont les derniers troupeaux passent une partie de l’année dans la réserve, on compte plusieurs espèces de mammifères (gazelle dorcas, gazelle à front roux, oryctérope, cynocéphale, singe rouge, daman des rochers, hyène rayée, chacal commun, serval, genette, ratel, zorille et chat sauvage). On rencontre également une grande variété d’oiseaux (grande outarde, petite outarde, pintade commune, francolin, tourterelle, canard armé, grande aigrette, canard casqué, cormoran, héron cendré, dendrocygne veuf, grue couronnée, vautour, épervier, serpentaire, autour chanteur, milan noir) et de reptiles (crocodile, varan, vipère, couleuvre, margouillat) .
.